# 拉恩塞納達 (巴爾沃阿區)
拉恩塞納達（西班牙語：La Ensenada），是巴拿馬的城鎮，位於該國中東部，由巴拿馬省的巴爾沃阿區負責管轄，面積66.2平方公里，海拔高度29米，2010年人口94，人口密度每平方公里1.4人。